# Domašov nad Bystřicí (nádraží)
Domašov nad Bystřicí je železniční stanice ve stejnojmenné obci. Stanice leží v km 29,298 jednokolejné železniční trati Olomouc hlavní nádraží – Opava východ mezi stanicemi Hrubá Voda a Moravský Beroun.

## Historie
Stanice v nadmořské výšce 495 m je v provozu od 1. října 1872, tedy od zprovoznění tratě v úseku Olomouc hlavní nádraží – Krnov pod původním názvem Domstadtl. Název Domašov nad Bystřicí je používaný od roku 1945. Vedle původní výpravní budovy byla postavena nová v roce 1883. Původní výpravna slouží jako obytný dům. Výpravní budova s funkční čekárnou měla být zbourána, ale po jednání s obcí by měla být opravena a zachován ráz historické budovy. Výdejna jízdenek byla zrušena v roce 2019. Výpravní budova je od března 2025 chráněnou kulturní památkou.

## Popis
Součástí nádraží byla výpravní budova, zděné skladiště s rampou, obytný dům a v přednádraží skladiště.
Ve stanici byly (2017) tři dopravní koleje a pět manipulačních kolejí. Nástupiště bylo (2005) mezi kolejemi č. 1 a 5 dlouhé 152 m s výškou 250 mm nad temenem koleje. Mezi kolejemi č. 1 a 2 a mezi 3 a 5 byla nástupiště dlouhá 150 m a vysoká 200 mm. Po rekonstrukci tratě jsou nástupiště u koleje č. 2, 3 a 4.

## Další informace
Stanice se nachází v přírodním parku Údolí Bystřice vedle trasy naučné stezky Údolím Bystřice.